# Omogenitate și eterogenitate

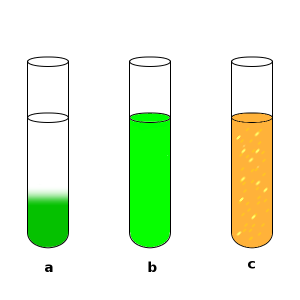
Omogenitate și eterogenitate

Omogenitatea, alături de eterogenitate, sunt concepte des utilizate în științe și statistici referitoare la uniformitatea sau nu a unei substanțe sau organisme. Un material sau imagine care sunt omogene sunt uniforme din punct de vedere al compoziției sau caracteristicilor (culoare, formă, dimensiune, greutate, înălțime, distribuție, textură, limbă, venit, boală, temperatură, radioactivitate, proiectare arhitecturală etc.), în timp ce cele eterogene sunt neuniforme cu privire la unele dintre aceste caracteristici.

## Etimologie
Cuvintele omogen și eterogen provin din expresiile homogeneus și heterogeneus din latina medievală, care, la rândul lor provin din limba greacă ὁμογενής și ἑτερογενής, ale căror rădăcini sunt ὁμός (același) și ἕτερος (diferit), urmate de γένος (gen).

## În matematică
În algebră polinoamele omogene au factori de același grad.
În studiul relațiilor binare o relație omogenă este o relație pe mulțimea X (R ⊆ X × X), în timp ce o relație eterogenă se referă la mulțimi posibil distincte (R ⊆ X × Y,  X = Y or X ≠ Y).
În analiza matematică există noțiunile de funcție omogenă⁠(d) și ecuație diferențială omogenă⁠(d), iar în geometrie cea de spațiu omogen⁠(d).

## În fizică
Teoria Big Bang a evoluției universului observabil presupune că spațiul este omogen. Împreună cu presupunerea că spațiul este izotrop formează principiul cosmologic⁠(d). Începând din 2006 observațiile sugerează că pe distanțe mult mai mari decât cele galactice grupurile de galaxii din filamentele galactice sunt „mari”, dar „mici” comparativ cu așa-numitele scenarii multivers. Aici omogen înseamnă că universul este același peste tot (nu există o zonă preferată).
Conceptele sunt aceleași pentru fiecare nivel de complexitate, de la atomi până la populații de animale sau oameni și galaxii. Un element poate fi omogen la scară mare, dar eterogen la scară mică. Această abordare corespunde conceptului de aproximare prin teoria mediului efectiv⁠(d).
Dimensional, dacă două cantități sunt exprimate în aceleași unități, ele sunt omogene. Două cantități exprimate în două unități diferite sunt omogene dacă există între ele un factor de conversie adimensional. De exemplu, o cantitate exprimată în metri este omogenă cu o cantitate exprimată în parseci. Alegerea unității este convențională. Verificarea omogenității dimensionale a rezultatului obținut în raport cu problema pusă este primul lucru de făcut pentru a nu avea un rezultat aberant. De asemenea, noțiunea de omogenitate permite analiza dimensională.
În fizică sensul lui eterogen este că proprietățile fizice sunt variabile în mediul studiat.

## În chimie
Omogenizarea este amestecarea unui reactant format din componente în mai multe faze (de exemplu o emulsie) pentru ca amestecul să aibă compoziții similare în toate micile sale volume. La emulsii asta se reflectă prin uniformitatea și dimensiunea redusă a picăturilor în suspensie.
La emulsiile instabile, dacă condițiile permit, componenții se vor separa.

### Reacții omogene și eterogene
Reacțiile omogene sunt reacțiile chimice în care reactanții și produsele reacțiilor sunt în aceeași fază, în timp ce reacțiile eterogene au reactanți aflați în două sau mai multe faze. Reacțiile care au loc la suprafața unui catalizator aflat într-o fază diferită sunt, de asemenea, eterogene. O reacție între două gaze sau două lichide miscibile este omogenă. O reacție între un gaz și un lichid, un gaz și un solid sau un lichid și un solid este eterogenă.

## În medicină
În medicină și genetică, o eterogenitate genetică⁠(d) sau alelică⁠(d) se referă la condițiile eterogene în care aceeași boală sau afecțiune poate fi cauzată sau favorizată de mai mulți factori, sau în termeni genetici, datorită variațiilor diferitelor gene sau alele.
În cercetările în oncologie⁠(d) eterogenitatea celulelor canceroase este considerată a fi unul dintre motivele care fac dificil tratamentul cancerului.

## În biologia moleculară
Eterogenitatea canalelor ionice înseamnă diversitatea diferitelor tipuri de canale care deservesc un anumit tip de curent, de exemplu, prin canale cu subunități constitutive diferite. O pierdere de eterogenitate (a nu se confunda cu pierdere de heterozigoție) semnifică absența sau disfuncția unuia sau mai multor tipuri de canale contribuitoare, cu un risc de perturbare în fluxul de ioni.

## În taxonomie
În taxonomie, un taxon (element de clasificare) eterogen este un taxon care conține o mare varietate de indivizi sau sub-taxoni; de obicei, acest lucru implică faptul că taxonul este o grupare artificială.

## În sistemele informatice
În domeniul de calcul, datele eterogene sunt un amestec de date din două sau mai multe surse, de multe ori două sau mai multe formate, de exemplu, SQL si XML.
Sistemele distribuite se numesc eterogene în cazul în care conțin mai multe tipuri diferite de hardware și software.

## În sociologie
În sociologie o societate sau un grup eterogene cuprind persoane de diferite etnii, sau provin din medii culturale diferite, au sexe sau vârste diferite. „Divers” este sinonimul cel mai uzual în context.